# 2070
2070 va fi un an obișnuit în calendarul gregorian, care va începe într-o zi de Miercuri. Va fi al 2070-lea an de d.Hr., al 70 an din secolul al XXI-lea, precum și primul an din deceniul 2070-2079